# Pemphis
Pemphis es un género con ocho especies de plantas con flores perteneciente a la familia Lythraceae.

## Especies
- Pemphis acidula J.R.Forst & G.Forst
- Pemphis eximia King ex J.G.Watson
- Pemphis hexandra Mart. ex Koehne
- Pemphis madagascariensis Koehne
- Pemphis punctata Drake
- Pemphis stachydifolia Mart. ex Koehne